# 斡罗思 (阿速部人)
斡罗思（?—?），中国元朝政治人物、将领，阿速部人。
斡羅思的曾祖父昂和思，在元憲宗時佩虎符為萬戶。祖父阿荅赤，在对南宋的战争中阵亡。斡罗思是伯答儿之子，由宿衛升任僉隆鎮衛都指揮使司事，賜一珠虎符。天曆元年（1329年），上諭降上都軍若干數，特賜三珠虎符，升为本衛都指揮使。

## 传記資料
- 《元史》卷一百三十五　列傳第二十二